# 桃園—香港航空路線

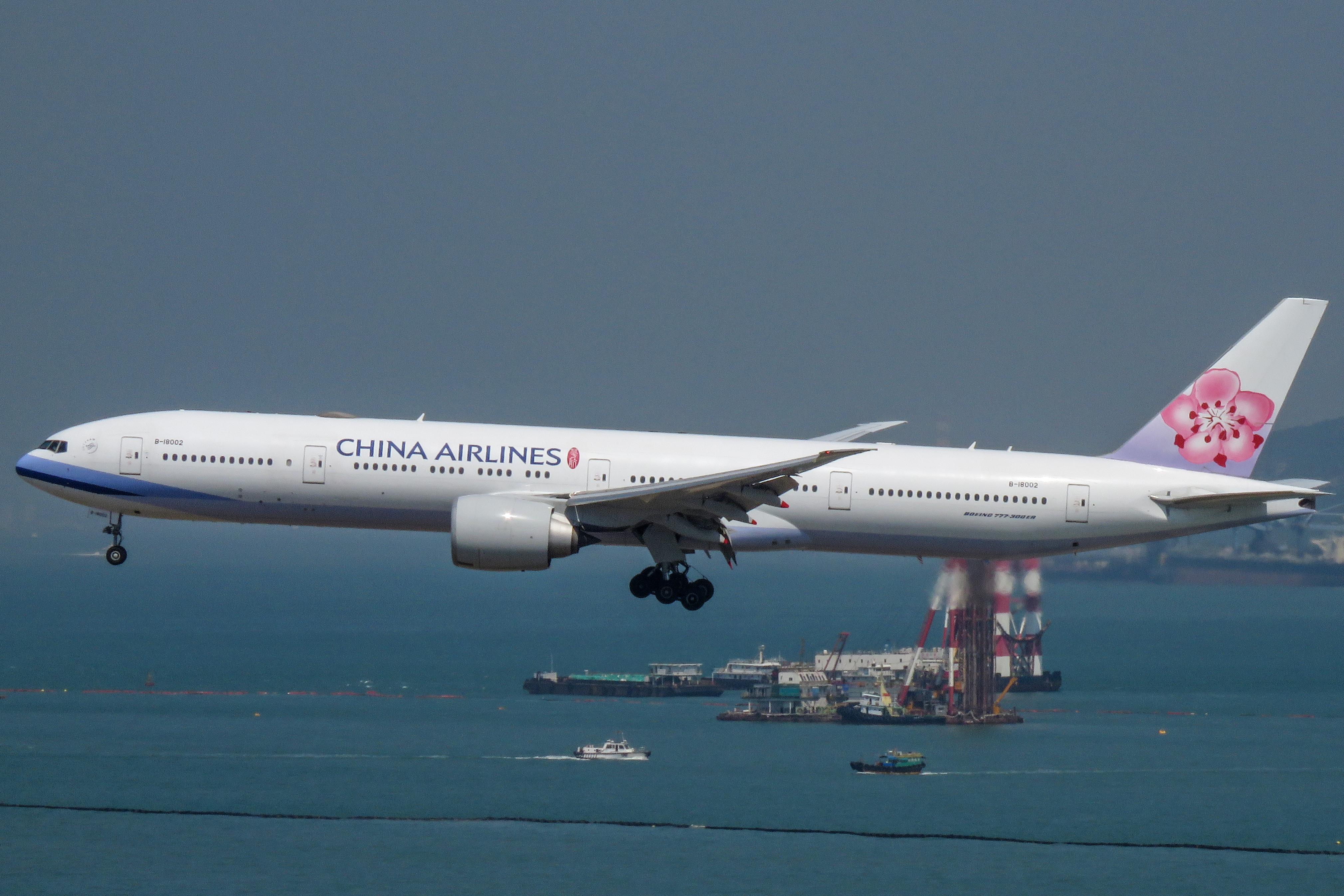
中華航空一架波音777-300ER降落於香港國際機場

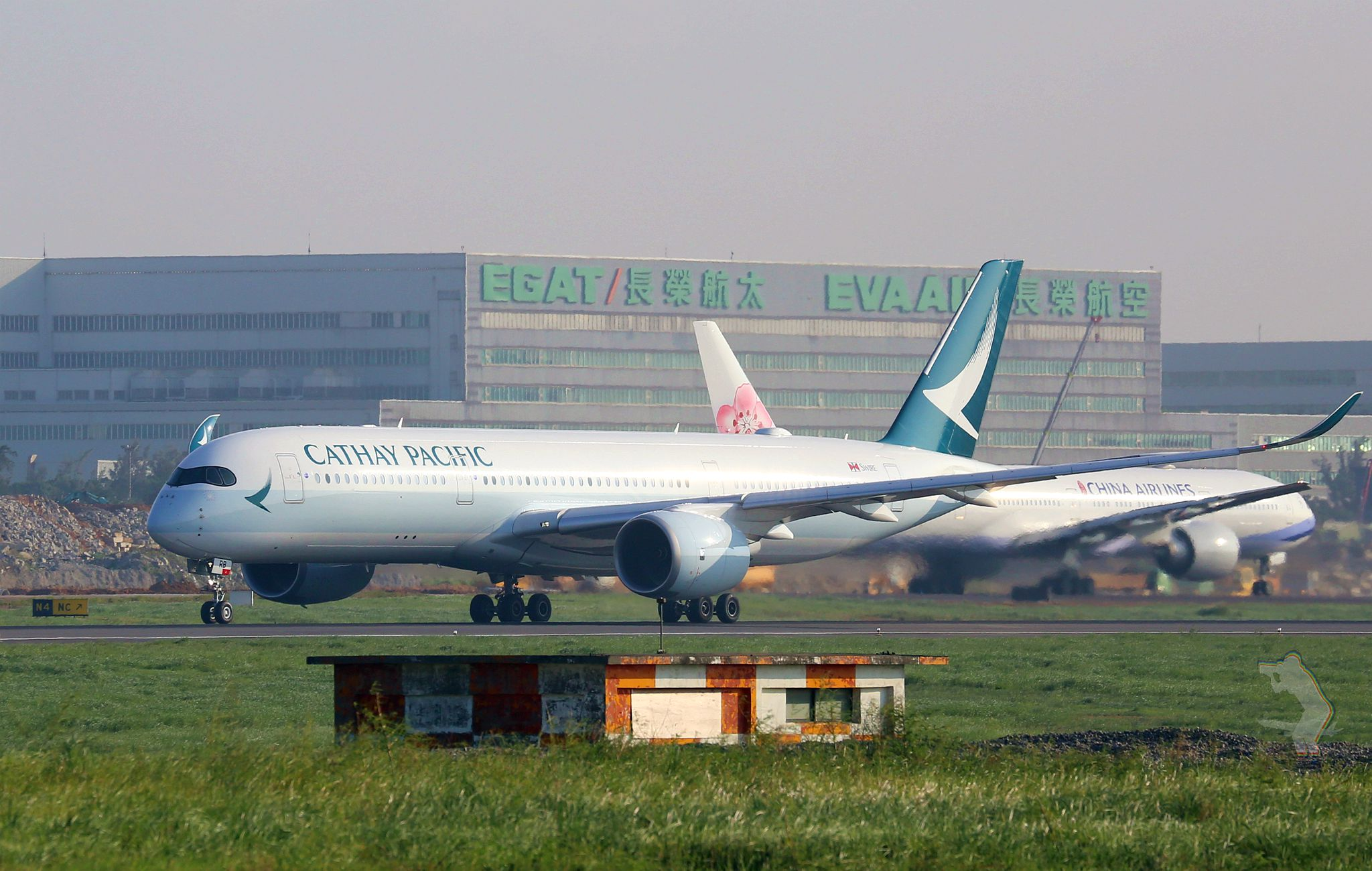
國泰航空一架空中巴士A350-900從桃園機場起飛

桃園－香港航空路線 （簡稱台港線）是世界上極為繁忙的航空路線，飛行於台北（桃園）和香港間，機場分別為桃園國際機場（先前為臺北松山機場）和香港國際機場（先前為啟德機場），在2019冠状病毒病疫情爆發前的2019年為全球提供座位總數最高的航空路線，2024年該航線重新拿下世界第一，客流量達到近700萬人，不過相對最高峰期，仍短少約六分之一左右。

## 背景
桃園－香港航空路線是臺灣－香港航線的其中一條，香港國際機場不僅服務全球主要城市之一的香港，也是全球主要的轉機機場之一，因此香港在2019年全球最繁忙的國際航空路線中，飛往桃園、上海浦東、仁川和馬尼拉的航空路線皆在全球前十名；桃園國際機場不僅是桃園市的聯外國際機場，也是臺灣最主要的國際機場，雖然桃園國際機場在桃園市，但當初興建時桃園還是人口稀少的县，主要的服務城市是鄰近的臺北都會區，因此在國際上會以「臺北」稱呼桃園國際機場；雖然臺北都會區有松山機場，但自桃園國際機場啟用後，松山機場僅有往中國大陸、南韓和日本的國際航班。臺北都會區的居民若要前往香港需要到桃園搭機。另外，2008年前臺灣與中國大陸間無定期航班，當時在中國大陸投資的臺灣商人需要前往第三地轉機，而香港是最主要的轉機機場，因此當時許多人利用本航空路線往返臺灣與中國大陸；即使開放臺灣與中國大陸間的定期航班後的轉機需求大幅降低，不過長期臺灣與香港間的民間交流相當熱絡，促成龐大的觀光、求學、工作等交通需求。

## 航权谈判

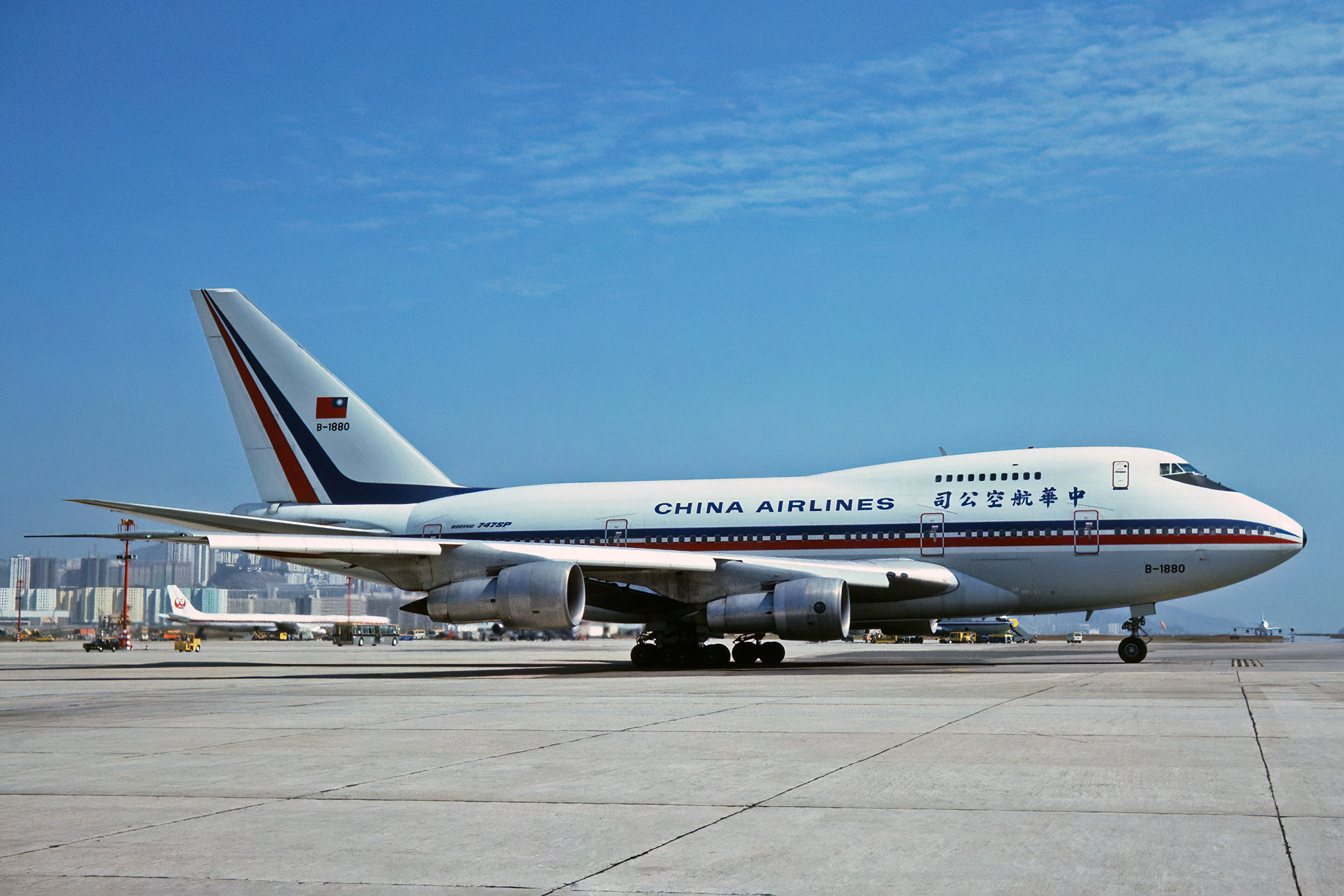
華航波音747SP在啟德機場（1981年）

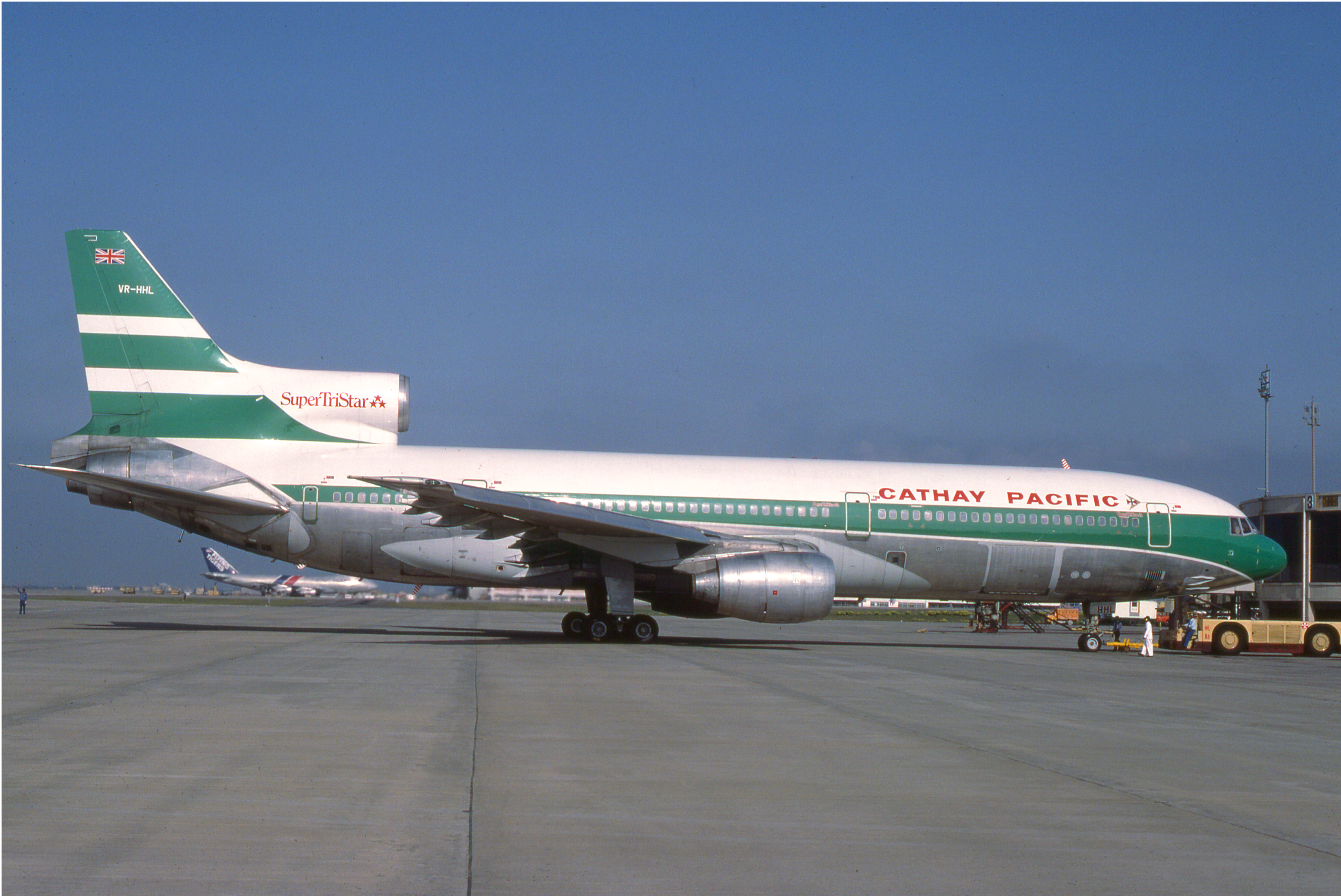
國泰航空的洛歇L-1011于中正国际机场（1984年）

中华民国政府迁台后，英资香港航空于1949年11月开通每周一班的香港——台北航线。1952年港航台北航线增加至每周两班，新增每周两班的香港——台北——东京航班；同时台湾民航空運公司（CAT）开通台北——香港——曼谷、台北——香港和香港——台北——东京航班。1954年，民航空運公司将所有台港线均延长至东京，至1955年3月每周共4班:49-51。
国泰航空和港航重组合并后，新国泰航空于1959年7月3日开始经营港台航线，为香港-东京航班的经停站，经停臺北松山機場。中华航空则于1969年起开始经营台港航线。
中华人民共和国于1979年开始和英国进行航权谈判，期间涉及香港和台湾航班问题。后双方确认“中英两国之间的航空协定是两国间的航空协议，港台航线是按照民间安排进行的航空往来”:167-168。
1987年台湾解严并開放兩岸探親后，台港线客流大增。中华航空和国泰航空遂逐步增加航班。国泰于1987年每週飛航33班，並在當年8月1日将香港——台北航线增加每周3班。
中华航空和国泰航空于1989年签订航权协定，至1995年4月20日到期。当时除华航和国泰外，日本亞細亞航空、新加坡航空和泰国国际航空亦在运营第五航权的港台航线。在航权协定即将到期时，北京政府欲援引香港基本法第132条绕过即将主权移交的香港直接和台湾方面谈判，被台湾方面拒绝。台灣转而和澳門谈判，北京政府未表示反对，遂台北市航空運輸商業同業公會和澳門航空股份有限公司两方於1995年12月達成了《關於澳門與台灣之間航空運輸商業協議》。
香港国泰、港龙航空公司代表与台北航空运输商业同业公会代表1996年6月达成《台港交换航权协议》，系四家航空公司之间的商业协议。容许台港间每周运营254班航班：其中国泰航空每周客运航班配额从84班增加至100班，货运航班每周6班；中华航空客运航班从84班增加至105班，货运每周6班；同时，香港港龙航空和台湾长荣航空在新航约下得以运营台港航线，港龙每周21班——但受协议中港方航司「一家指定」的条款限制，港龙航空无法开航香港台北航线，并于7月31日开航原由国泰航空运营的香港——高雄航班；长荣航空16班。协议于2001年6月已經約滿，后兩度延期。
台港雙方于2001年起开始第二次台港航空協議談判，但因华航澎湖空難等因素影响，同时谈判各方对原「一家指定」政策、航班数量、谈判主体等事项未能达成共识而迟迟未能签署。台北方面提出“官方对官方”的谈判模式，而香港方面在北京施压下则坚持维持由民间业者签约商业协议的模式。最终台北市航空運輸商業同業公會與國泰、港龍及華民航空公司于2002年6月29日签署《有关台港之间空运安排》，7月1日生效。依据新的航约，台港双方将有六家航空公司提供两地之间往来的客、货运服务：香港华民航空和华信航空得以运营港台航线。新安排下，台港双方每周运营航班数量由254班增加至303班，至2004年再增加17班，同时取消原「一家指定」条款限制，使得港龙航空得以开航香港——台北航班。同时香港华民航空和华信航空加入运营台港航线。该安排于2007年6月期满，雙方將舊約效期每半年展延1次直至新条约签署。
2011年12月30日香港經濟貿易文化辦事處主任梁志仁與台湾行政院大陸委員會香港事務局局長朱曦簽署「台灣與香港間航空運輸協議」，客運總容量由各方每週170班增為198班，2012年3月底夏季班表起再增為205班，并不再限制航司配额；貨運總容量則由各方每週1,700噸增為2,800噸，2012年夏季班表起再增為3,000噸。

## 營運狀況
桃園－香港航空路線平均飛行時間約116分鐘，在2014年到2016年連續三年為全球提供座位總數最高的航空路線；在2017年到2018年全球航空路線提供座位總數掉到第二名，僅次於吉隆坡－新加坡航空路線；在2019年的提供座位總數為7,965,538，重回全球提供座位總數最高的航空路線；不過在2020年受到2019冠状病毒病疫情影響，客運量急速下降，讓出全球提供座位總數最高的航空路線，載客量掉到641,244人。2023年，載客數全球排名第三。2024年，再度成為全球最繁忙的國際航線。
國泰航空在香港是樞紐機場且機隊龐大，加上香港國際機場的航點比桃園國際機場多很多，吸引了許多轉機客，因此成為本航空路線市佔率最高的航空公司；在2019冠状病毒病疫情前有五家航空公司，除上述的國泰航空外，有中華航空、長榮航空、港龍航空和香港航空，但2019冠状病毒病疫情爆發後，港龍航空先是停止本航空路線所有客運航班，然後被母公司國泰航空裁撤而結束營業；在2021年8月低成本航空公司香港快運航空開設了本航空路線的航班，使本航空路線出現低成本航空公司的航班。另外，日本亞細亞航空和泰國國際航空曾經營本航空路線航班。2022年12月1日，大灣區航空投入該航線的經營。2024年7月8日，星宇航空投入該航線的經營。
| 年度           | 國泰航空  | 中華航空  | 長榮航空  | 港龍航空 | 香港航空  | 載客人數合計 |
| -------------- | --------- | --------- | --------- | -------- | --------- | ------------ |
| 2017年         | 2,864,597 | 1,606,578 | 1,169,732 | 222,957  | 757,217   | 6,621,081    |
| 2018年         | 2,713,238 | 1,440,428 | 1,212,771 | 230,940  | 740,259   | 6,337,734    |
| 2019年         | 2,735,390 | 1,288,895 | 1,127,156 | 234,947  | 723,453   | 6,109,841    |
| 合計           | 8,313,225 | 4,335,901 | 3,509,659 | 688,844  | 2,220,929 | 19,068,558   |
| 三年平均市佔率 | 43.5965%  | 22.7385%  | 18.4055%  | 3.6125%  | 11.6471%  |              |

## 事故
桃園－香港航空路線在1999年和2002年發生兩起死亡事故，皆由當時事故風險較高的中華航空執飛，分別是1999年因天候因素在香港國際機場降落時發生的翻滾事故造成3人罹難，及2002年在澎湖上空發生的解體事故造成225人罹難。2002年空難發生後，中華航空成了當時世界上極為危險的航空公司，這導致了航空路線的分配問題，當時新增的本航空路線航班有台湾立法委員因危險性而反對分配給中華航空。

## 延伸閱讀
- (電視新聞). 中華電視公司. 2017-02-09 [1979-02-26]  [2025-08-16]. （原始内容存档于2024-08-22） –YouTube （中文）.

## 外部連結
- 桃園國際機場的定期航班客機
- 香港國際機場的航班資料